# Apomys camiguinensis
Apomys camiguinensis — вид мишоподібних гризунів родини мишеві (Muridae). Має великі очі й вуха, довгий хвіст й іржаво-коричневе хутро, харчується в основному комахами й насінням. 

## Поширення
Цей вид знаходиться поки тільки на острові Камігін, Філіппіни. Він знаходиться в центральній гірській місцевості острова, єдине місце обстежень, де він був документально підтверджений знаходиться на висоті 1000-1400 м. Вид був спійманий в порушеному рівнинному лісі та первинному гірському й моховому лісі. Деякі дослідження в низині, значною мірою порушених сільськогосподарських угіддях не знайшли будь-яких записів виду. Відомо, район дуже гористий, холодний і вологий.

## Загрози та охорона
Область знаходиться під загрозою через комерційні та локальні вирубки. Майже всі низовинні ліси знищені. Зустрічається в англ. Timboong Hibok-Hibok Natural Monument.